# NGC 5114
NGC 5114 (другие обозначения — ESO 444-24, MCG -5-32-6, PGC 46828) — галактика в созвездии Центавр.
Входит в группу IC 4296 из 15 галактик, находящуюся на расстоянии около 60 Мпс. В группу в том числе входят NGC 5140, NGC 5193, NGC 5215B, NGC 5215A, IC 4296 и IC 4299.
NGC 5114 довольно тусклый, слегка вытянутый объект, примерно 1,2' на 0,9'. Содержит относительно большое более яркое ядро, которое в центре выглядит как неяркая звезда. Гало имеет низкую поверхностную яркость, а край трудно определим, поскольку он сливается с фоном. Сложная для наблюдения NGC 5108 находится в 9' к западу.
Этот объект входит в число перечисленных в оригинальной редакции «Нового общего каталога».